# Ein klitzekleines Weihnachtswunder

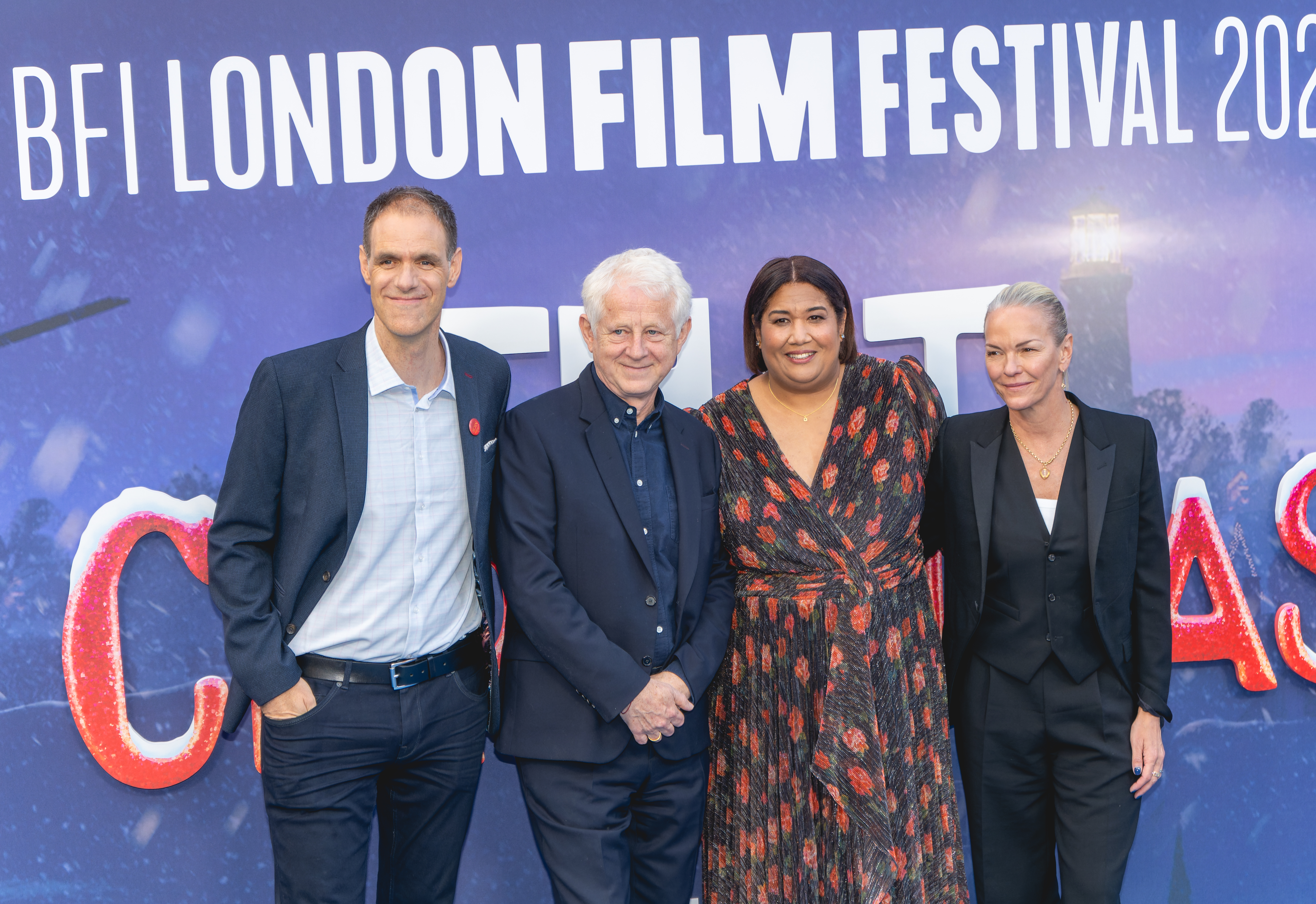
Regisseur Simon Otto, Autor Richard Curtis und Produzentin Nicole Hearon bei der Premiere am London Film Festival am 19. Oktober 2024

Ein klitzekleines Weihnachtswunder (Originaltitel That Christmas) ist ein britischer Animationsfilm aus dem Jahr 2024 des Schweizer Regisseurs und Animationskünstlers Simon Otto. Das Drehbuch von Richard Curtis und Peter Souter basiert auf der Kinderbuch-Trilogie von Richard Curtis.

## Handlung
Der Film, der mehrere Geschichten miteinander verwebt, spielt in der Küstenstadt Wellington-on-Sea während der Weihnachtszeit:

### Sam und Charlie
Die Zwillingsschwestern Sam und Charlie haben große Erwartungen an Weihnachten. Beide wünschen sich sehnlichst, dass ihre Träume wahr werden, doch ein Fehler des Weihnachtsmanns führt zu einer turbulenten Nacht. Während sie versuchen, den Fehler zu korrigieren, lernen sie, dass selbst der Weihnachtsmann nicht perfekt ist und dass Weihnachten mehr ist als nur Geschenke. Ihre Reise durch die verschneite Stadt bringt sie mit verschiedenen anderen Charakteren zusammen, die ihre Sicht auf das Fest der Liebe erweitern.

### Der Junge und sein Vater
Eine parallele Geschichte dreht sich um einen kleinen Jungen, der sich darauf freut, Weihnachten mit seinem getrennt lebenden Vater zu verbringen. Doch der Schneesturm droht ihre Pläne zu durchkreuzen. Auf seiner Reise durch die Stadt, um zu seinem Vater zu gelangen, begegnet er Menschen, die ihm helfen und ihn erkennen lassen, was wirklich zählt: die Zeit mit geliebten Menschen.

### Die einsame Lehrerin
Eine strenge Lehrerin, die für ihre harte Haltung bekannt ist, wird durch den Schneesturm gezwungen, ihre isolierte Welt zu verlassen. Durch eine unerwartete Begegnung mit einem Schüler und dessen Familie entdeckt sie, dass auch für sie die Tür zu einem erfüllteren Leben noch offen steht, wenn sie bereit ist, sich darauf einzulassen.

### Die chaotische Familie
Eine große Familie, die mit den Herausforderungen des Weihnachtsfestes kämpft, erlebt eine chaotische, aber herzerwärmende Nacht. Während sie versuchen, sich auf das Fest vorzubereiten, zeigt der Film humorvoll, wie wichtig es ist, zusammenzuhalten, auch wenn nicht alles perfekt läuft.

## Synchronisation
Die deutschsprachige Synchronisation übernahm die EVA Studios Germany GmbH. Dialogregie führte Frank Schaff, der auch das Dialogbuch schrieb.
| Rolle           | Originalsprecher    | Deutscher Sprecher   |
| --------------- | ------------------- | -------------------- |
| Santa Claus     | Brian Cox           | Axel Lutter          |
| Ms. Trapper     | Fiona Shaw          | Katharina Lopinski   |
| Mrs. Williams   | Jodie Whittaker     | Maria Koschny        |
| Lighthouse Bill | Bill Nighy          | Hanns Jörg Krumpholz |
| Sam Beccles     | Zazie Hayhurst      | Asya Tolaz           |
| Charlie Beccles | Sienna Sayer        | Asya Tolaz           |
| Mrs. Forrest    | Katherine Parkinson | Meike Finck          |
| Mr. Forrest     | Alex Macqueen       | Axel Malzacher       |
| Farmer Yirrell  | Paul Kaye           | Leonhard Mahlich     |
| Mr. Beccles     | Andy Nyman          | Rainer Fritzsche     |
| Mrs. Beccles    | Rosie Cavaliero     | Marie Bierstedt      |
| Mr. McNutt      | Rhys Darby          | Bernhard Völger      |
| Mrs. McNutt     | Lolly Adefope       | Elisa Bannat         |
| Bernadette      | India Brown         | Lana Finn Marti      |
| Danny           | Jack Wisniewski     | Bela Baum            |
| Dasher          | Guz Khan            | Tobias Müller        |
| Eve             | Bronte Smith        | Liya Tolaz           |
| Mrs. Horton     | Deborah Findlay     | Heike Schroetter     |
| Mrs. Mulji      | Sindhu Vee          | Cathlen Gawlich      |
| Nisha           | Kuhu Agarwal        | Nina Schatton        |
| Scarlett        | Ava Talbot          | Clara Matthias       |
| Teddy           | Freddie Spry        | Melina Witez         |
| Hugh Grant      |                     | Patrick Winczewski   |
| Mr. Williams    |                     | Frank Schaff         |

## Produktion und Hintergrund
Der Film wurde von Locksmith Animation produziert, die Animationen stammen von DNEG. Produzenten waren Nicole P. Hearon und Adam Tandy. Executive Producer waren neben Autor Richard Curtis auch Mary Coleman, Natalie Fischer, Julie Lockhart, Elisabeth Murdoch, Bonnie Arnold, Lara Breay, Sarah Smith, Rebecca Cobb und Colin Hopkins.
Die Musik schrieb John Powell, Ed Sheeran lieferte den Song Under The Tree.
Premiere war am 19. Oktober 2024 am BFI London Film Festival. Auf Netflix wurde der Film am 4. Dezember 2024 veröffentlicht.

## Rezeption
Am 30. Oktober 2024 waren 6 von 12 bei Rotten Tomatoes aufgeführten Kritiken positiv bei einer durchschnittlichen Bewertung von 5,0 der 10 möglichen Punkte.
Dani Maurer vergab auf outnow.ch drei von sechs Sternen, der Film sei weder Klaus noch Arthur Weihnachtsmann, sondern einfach ein schön gemachter Weihnachtsfilm mit angedeuteten Botschaften. Über die komplette Laufzeit fehle dem Film ein wenig der Schwung. Dafür sei er herzig und liebevoll animiert.
Oliver Armknecht bewertete den Film auf film-rezensionen.de mit sechs von zehn Sternen. Der Humor und die Optik seien zwar etwas austauschbar. Die Animationskomödie sei aber sympathisch und baue in die verschiedenen Handlungsstränge auch mehrere ernste Themen ein, die zum Nachdenken ermuntern.
derwatchdog.de (zwei von fünf Sterne) meinte, dass der Film, oberflächlich erzählt und wenig originell, ein harmloser Kinderspaß bleibe, der Weihnachtszauber für Erwachsene vermissen lasse.